# 1994-es wimbledoni teniszbajnokság
Az 1994-es wimbledoni teniszbajnokság az év harmadik Grand Slam-tornája, a wimbledoni teniszbajnokság 108. kiadása volt, amelyet június 20–július 3. között rendeztek meg. A férfiaknál az amerikai Pete Sampras, nőknél a spanyol Conchita Martínez nyert.

## Döntők

### Férfi egyes
Pete Sampras -  Goran Ivanišević 7-6(7-2) 7-6(7-5) 6-0

### Női egyes
Conchita Martínez -  Martina Navratilova 6-4 3-6 6-3

### Férfi páros
Todd Woodbridge /  Mark Woodforde -  Grant Connell /  Patrick Galbraith  7-6(7-3) 6-3 6-1

### Női páros
Gigi Fernández /  Natallja Zverava -  Jana Novotná /  Arantxa Sánchez Vicario 6-4 6-1

### Vegyes páros
Todd Woodbridge /  Helena Suková -  T.J. Middleton /  Lori McNeil 3-6 7-5 6-3

## Juniorok

### Fiú egyéni
Scott Humphries –  Mark Philippoussis 7–6(7–5), 3–6, 6–4

### Lány egyéni
Martina Hingis –  Jeon Mi-ra 7–5, 6–4

### Fiú páros
Ben Ellwood /  Mark Philippoussis –  Vladimír Pláteník /  Ricardo Schlachter 6–2, 6–4

### Lány páros
Nannie de Villiers /  Lizzy Jelfs –  Corina Morariu /  Ludmila Varmužová 6–3, 6–4